# Niederzwehren
Niederzwehren ist der flächenmäßig drittgrößte Stadtteil von Kassel. In Niederzwehren lebte Dorothea Viehmann, die Märchenfrau der Brüder Grimm.

## Geografie
Nach Norden hin wird Niederzwehren in Richtung Park Schönfeld und Wehlheiden durch die nach Wilhelmshöhe abzweigende Verbindung der Waldkappeler Bahn begrenzt.
Im Märchenviertel fließt auch der Grunnelbach vom Brasselsberg kommend bis in die Giesewiesen unterhalb der Neuen Mühle.

## Politik

### Ortsbeiratswahl
Die Wahlbeteiligung bei der Ortsbeiratswahl 2021 lag bei 43,9 %.
| Ortsbeiratswahl Niederzwehren 2021Wahlbeteiligung: 43,9 % 50403020100 43,9 %24,8 %23,3 %8,1 %n. k. % SPDGrüneCDUFDPFWGewinne und Verlusteim Vergleich zu 2016 %p 10 8 6 4 2 0 −2 −4 −6 −8−6,1 %p+7,8 %p−3,5 %p+8,1 %p−6,2 %pSPDGrüneCDUFDPFW |

### Wahlen im Stadtteil
| Jahr | Wahl                        | Wbt.  | SPD  | CDU  | AfD  | Grüne | Linke | BSW | FDP  | FW  | Sonst. |
| ---- | --------------------------- | ----- | ---- | ---- | ---- | ----- | ----- | --- | ---- | --- | ------ |
| 2025 | Bundestagswahl              | 80,6  | 23,7 | 22,8 | 16,2 | 13,6  | 10,4  | 5,9 | 3,6  | 0,9 | 2,9    |
| 2024 | Europawahl                  | 58,7  | 21,3 | 24,2 | 12,6 | 14,6  | 3,0   | 6,1 | 4,2  | 1,2 | 12,8   |
| 2023 | Landtagswahl                | 60,8  | 20,7 | 27,9 | 17,1 | 17,2  | 5,1   | —   | 4,5  | 2,5 | 5,0    |
| 2021 | Bundestagswahl              | 73,4  | 34,8 | 17,9 | 7,6  | 16,8  | 5,0   | —   | 10,8 | 1,3 | 5,8    |
| 2021 | Ortsbeirat                  | 43,9  | 43,9 | 23,3 | —    | 24,8  | —     | —   | 8,1  | —   | —      |
| 2021 | Stadtverordnetenversammlung | 43,8  | 33,5 | 21,9 | 6,1  | 21,2  | 6,6   | —   | 5,7  | 2,4 | 2,51   |
| 2016 | Ortsbeirat                  | 43,9  | 50,0 | 26,8 | —    | 17,0  | —     | —   | —    | 6,2 | —      |
| 2016 | Stadtverordnetenversammlung | 43,8  | 35,5 | 22,2 | 12,5 | 12,7  | 6,9   | —   | 5,1  | 3,9 | 1,22   |
| 2011 | Ortsbeirat                  | 44,7  | 48,8 | 27,8 | —    | 20,0  | —     | —   | 3,4  | —   | —      |
| 2011 | Stadtverordnetenversammlung | 43,9  | 40,4 | 25,3 | —    | 21,9  | 5,0   | —   | 2,3  | 2,1 | 3,13   |
| 2006 | Ortsbeirat                  | 39,5  | 55,0 | 31,1 | —    | 10,0  | —     | —   | 4,0  | —   | —      |
| 2001 | Ortsbeirat                  | k. A. | 46,1 | 37,1 | —    | 10,1  | —     | —   | 3,9  | —   | —      |

Fußnoten
1 2021: zusätzlich: Bienen: 1,9 %; PARTEI: 0,6 %

2 2016: zusätzlich: Piraten: 1,2 %

3 2011: zusätzlich: Piraten: 2,3 %; AUF-Kassel: 0,8 %

## Geschichte
Urkundlich genannt wurde Niederzwehren bereits im Jahre 1074 (als Tweron im Bestandsverzeichnis des Klosters Hasungen), im Jahre 1207 als Tweren. Der Name Niederzwehren entstand schließlich zur Abgrenzung vom Nachbarort Oberzwehren, der heute ebenfalls ein Stadtteil von Kassel ist.
Siehe auch Burgstall Niederzwehren
Im Laufe seiner Geschichte wurde das Dorf mehrmals zerstört und wieder aufgebaut, so 1402 aufgrund der Auseinandersetzungen des Erzbischofs von Mainz mit den hessischen Landgrafen und später im Dreißigjährigen Krieg.
In der Zeit des napoleonischen Königreichs Westphalen (1807–1813) war Niederzwehren Verwaltungssitz des Kantons Zwehren.
Die zuvor eigenständige Gemeinde Niederzwehren wurde 1936 zur Stadt Kassel eingemeindet.
Ursprünglich ein Bauerndorf, entwickelte sich Niederzwehren im 20. Jahrhundert zunehmend auch zu einem Industriestandort. Unter anderem stand die Waggonfabrik Gebrüder Credé an der jetzigen Stelle eines großen Einkaufskomplexes, der dort 1968 eröffnet wurde. Bis zur Neubebauung der Trompete in der Oberneustadt beherbergte das ehemalige Verwaltungsgebäude des Unternehmens die Musikakademie der Stadt Kassel.
Im Zuge der Stadtteilsanierung in den späten 1960er Jahren wurde die Frankfurter Straße ab 1973
an der Stelle des Ortskerns verbreitert. Ein Großteil der einst dörflichen Struktur fiel dieser als Ausbau vorangetriebenen Stadtteilerneuerung zum Opfer.
Bereits 1913 wurde Niederzwehren an das Straßenbahnnetz Kassels angeschlossen.
Bis in die 1990er Jahre bestand auf dem heutigen Gelände der W. & L. Jordan GmbH die Kurhessenhalle für Reit- und Sportveranstaltungen sowie Flohmärkte.
Im Randbereich von Niederzwehren befinden sich zwei Soldatenfriedhöfe in direkter Nachbarschaft, das Niederzwehren Cemetery für die gefallenen Commonwealth-Soldaten des Ersten Weltkrieges, sowie einer für sowjetische Soldaten.

## Stadtteil
Die Graf-Haeseler-Kaserne in Richtung Dennhausen wurde in den vergangenen Jahren transformiert und beherbergt inzwischen eine kleine Ansammlung unterschiedlicher Betriebe und Einrichtungen, sowie eine Moschee. Dahinter befindet sich die Siedlung „Am Keilsberg“.

## Verkehr
Prägend für den Stadtteil Niederzwehren ist die Frankfurter Straße, die in Höhe der Haltestelle „Dennhäuser Straße“ an der Abzweigung nach Fuldabrück im Süden und Korbacher Straße nach Westen, in den frühen  siebziger Jahren verbreitert wurde. Insgesamt ist der Stadtteil hoch von Durchgangsverkehr gekennzeichnet, der sowohl aus der Innenstadt kommend in Richtung Oberzwehren und nach Baunatal (VW-Werk) als auch zu den Konzentrationspunkten, insbesondere dem DEZ-Einkaufszentrum, führt.
Im Norden von Niederzwehren bestand von 1880 bis 1985 ein eigener Bahnhof „Niederzwehren“. Richtung Süsterfeld ist noch der Damm der Main-Weser-Bahn vorhanden und seit 1991 gibt es die Hochgeschwindigkeitsstrecke von Kassel-Wilhelmshöhe nach Fulda-Würzburg. Derzeit ist der Stadtteil mit einer direkten Straßenbahnverbindung mit der Gemeinde Baunatal im Süden, der Innenstadt und den nördlichen Stadtteilen Kassels und Frommershausen (Vellmar) verbunden.
Die Straßenbahnlinien 5 und 6 fahren entlang der Frankfurter Straße dorthin. Im äußersten Westen des Stadtteils (Leuschnerstraße/Ecke Heinrich-Schütz-Allee) hält die Linie 3.

## Persönlichkeiten

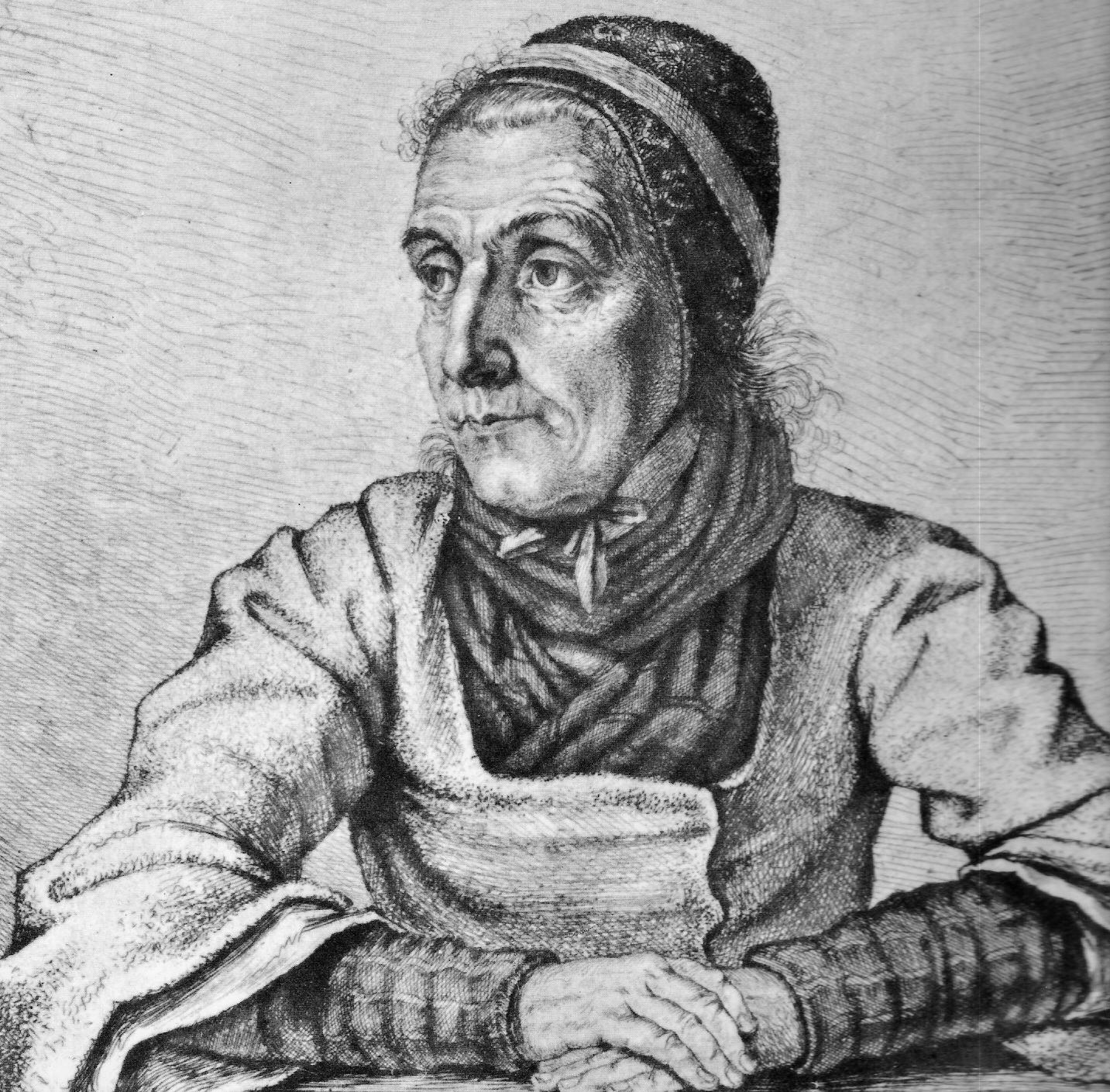
Die Mutter vieler Märchen: Dorothea Viehmann in einem Stich von Ludwig Emil Grimm

- Dorothea Viehmann (1755–1815), gebürtig aus Rengershausen, lebte in Niederzwehren. Ihr renoviertes Fachwerkhaus befindet sich im historischen Märchenviertel.
- Elisabeth Selbert (1896–1986), Politikerin und Juristin, erhielt 1919 einen Sitz im Gemeindeparlament und arbeitete dort im Finanzausschuss.